# 마산동 (김포시)
마산동(麻山洞)은 대한민국 경기도 김포시의 행정동이자 법정동이다.
본래 양촌면 마산리였다. 한강신도시 개발로 2009년 9월 1일에 김포2동에 편입되었고, 이후 구래동을 거쳐 2019년 9월 23일에 마산동으로 분동하였다.

## 역사
- 2009년 9월 1일 : 양촌면의 신도시 지역(마산리 일원, 구래리 일부)이 김포2동에 편입되었다.[1]

| 김포시 조례 제812호 읍·면·동·리의명칭과관할구역에관한조례 |              |        |
| 구 행정구역                                               | 신 행정구역  | 법정동 |
| 양촌면 마산리 일원                                        | 김포2동 일부 | 마산동 |
| 양촌면 구래리 일부                                        | 김포2동 일부 | 구래동 |
- 2013년 10월 28일 : 구래동(법정동: 구래동, 마산동)이 김포2동에서 분동하였다.
- 2019년 9월 23일 : 마산동이 구래동에서 분동하였다.